# Pierre Deffontaines

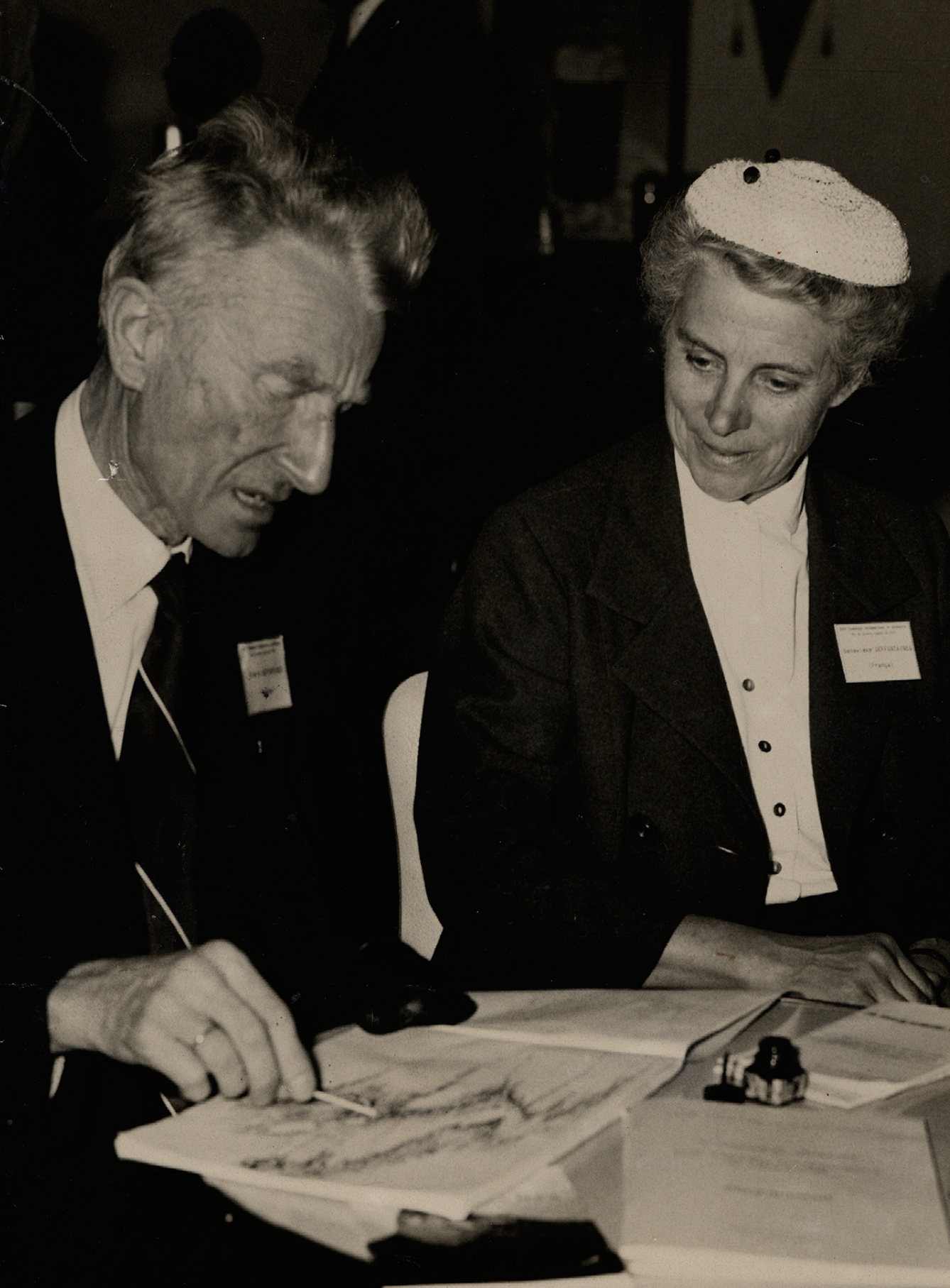
Pierre Deffontaines in 1956

Pierre Deffontaines (21 februari 1894 – 25 november 1978) was een Frans geograaf. 
Pierre Deffontaines was in veel opzichten een buitenstaander in de Franse geografie van de eerste helft van de 20e eeuw. Als overtuigd katholiek maakte hij geen deel uit van de door ‘Sorbonne-geografen’ gedomineerde universitaire leerstoelen. Zijn geografie-opvattingen weken af van het het dominante Vidaliaanse gedachtegoed (zie Paul Vidal de la Blache) en zijn internationale carrière maakte dat zijn werk in Frankrijk minder bekend was dan daarbuiten.

## Levensloop
Pierre Deffontaines werd geboren in Limoges als zoon van een generaal. Het gezin Deffontaines verhuisde zo vaak dat Deffontaines nauwelijks normaal basisonderwijs kon volgen. Hij kreeg les van privaatdocenten.
Deffontaines studeerde eerst Rechten aan de Universiteit van Poitiers. Geïnspireerd door geografische opvattingen van Jean Brunhes die in Parijs doceerde aan het Collège de France besloot Deffontaines geografie en geschiedenis te studeren aan de Sorbonne. In 1919 behaalde hij zijn ‘diplôme d’études superieures’ (vergelijkbaar met een master degree). Hij had ook een grote belangstelling voor prehistorie en studeerde enige tijd aan het Institut de Paléontologie humaine. In 1920 behaalde hij zijn diploma aan het École du Louvre in Parijs . Mede op voorspraak van Jean Brunhes kreeg hij een beurs van de Fondation Thiers voor zijn dissertatie onderzoek. In 1932 verdedigde hij aan de Sorbonne zijn proefschrift over het menselijk bestaan in een deel van de vallei van de Garonne.
Tussen 1925 en 1939 werkte Deffontaines als hoogleraar bij het Geografisch Instituut van de Université Catholique de Lille. In deze periode was hij ook actief in het sociaal-katholieke leven van Lille en hij was met zijn vrouw zeer betrokken bij het liefdadigheidswerk.
In 1934 en 1936 verbleef hij enige tijd in Latijns Amerika waar hij de leerstoelen geografie aan de universiteiten van Sao Paolo en Rio de Janeiro stichtte.
Van 1939 tot 1964 was hij Directeur van het Institut Français in Barcelona. In de periode van de Tweede Wereldoorlog ging dit Instituut als het ware ondergronds omdat Deffontaines zich niet wenste te onderwerpen aan de orders van de Franse Vichy-regering. Direct na de Tweede Wereldoorlog reisde Deffontaines naar Québec om het geografie-onderwijs aan de Université Laval te bevorderen.
In 1970, op 70-jarige leeftijd, werd hij benoemd tot hoogleraar geografie aan de Universiteit van Montpellier.

## Wetenschappelijk werk

### Proefschrift
Deffontaines kan worden beschouwd als een leerling van Jean Brunhes, die doceerde aan het Collège de France. Het Collège bood de studenten geen officiële diploma’s. Dat recht was voorbehouden aan de staatsuniversiteiten en in Parijs was dat de Sorbonne, waar Albert Demangeon en Emmanuel de Martonne geografie doceerden. Daarom was Deffontaines toch genoodzaakt Demangeon te vragen zijn promotor te zijn. Deffontaines had graag het onderwerp van zijn proefschrift in de Limousin gesitueerd. Hij had daar onderzoek gedaan voor zijn prehistorische doctoraalscriptie waarop hij was afgestudeerd aan de École du Louvre. Maar Demangeon beschouwde de Limousin als ‘zijn terrein’ en Deffontaines moest een ander onderzoeksgebied kiezen. Dat werd een deel van de Garonne vallei. Onder de titel ‘Les hommes et leurs travaux dans les pays de la moyenne Garonne (Agenais, Bas-Quercy)’ verdedigde hij zijn proefschrift in 1932. Het werk kende een ongebruikelijke aanpak. Het was in de ogen van de jury geen regionale monografie volgens het paradigma van de Vidaliaanse geografie (zie Paul Vidal de la Blache). Het was ongebruikelijk dat er zo weinig aandacht was geschonken aan de fysische geografie. Toch werd de doctorstitel verleend met een ‘très honorable’. 
Centraal stond het cultuurlandschap met aandacht voor de locale bevolking, de nederzettingsvormen, de locale economie en de verkeerscirculatie. Apart was ook de manier waarop Deffontaines de historische ontwikkeling gebruikte om de cultuurlandschapsvormen te verklaren. Hij beschreef de verschillende fasen van de menselijke occupatie in een omgekeerde tijdsvolgorde. De jury vond dit een merkwaardige aanpak. Deffontaines concludeerde dat dit deel van het Garonnegebied niet kon worden beschouwd als een streek met een eigen individualiteit . Het was met name dit punt dat scherpe kritiek ontving van Albert Demangeon (nota bene zijn promotor) toen deze het proefschrift recenseerde in het tijdschrift Annales de Géographie . Ook de behandeling van het recente verleden vóór perioden verder in de tijd kon niet op waardering rekenen. Feitelijk betekende deze recensie een blokkade voor een carrière in het door de staat gereguleerde universitaire systeem .

### De serie ‘Géographie humaine’ van Gallimard
In 1933 startte de uitgeverij Gallimard de reeks ‘Géographie humaine' onder redactie van Deffontaines. Als tegenhanger van de reeks geografieboeken die bij Armand Collin onder redactie van Albert Demangeon werd uitgegeven tussen 1922 en 1941, wilde Deffontaines met de Gallimard reeks een breed publiek bereiken. Tussen 1933 en 1972 verschenen 36 delen voorzien van foto’s, kaarten en figuren. Deffontaines nam vier delen voor zijn rekening: l’Homme et la forêt (1933), Géographie et religions (1948), l’Homme et l’hiver au Canada (1957) en l’Homme et sa maison (1972).
Met zijn boek ‘Géographie et religions’ liet Deffontaines expliciet zijn opvattingen over de invloed van morele en spirituele waarden op de vorming van het cultuurlandschap zien. Hij beschreef de invloed  van religieuze opvattingen op de zichtbare (materiële) vormen van de ruimtelijke organisatie en het ruimtelijk gedrag. Hij schonk speciale aandacht aan de sociaal-economische aspecten van de dood (begrafenissen, begraafplaatsen, migratie en pelgrimstochten).
De introductie en de conclusie kunnen worden gelezen als een geografisch manifest over de plaats van de mens in de natuur. De geograaf had als opdracht de taak van de mens op de aarde duidelijk te maken. Met de contrôle over de natuurlijke omstandigheden heeft de mens ook een verantwoordelijkheid voor een duurzaam gebruik van de omgeving. Hij was daarmee een vroege pleitbezorger van de milieubescherming.
Deffontaines had als overtuigd katholiek een teleologische visie op de geschiedenis. In dit opzicht was hij een volgeling van Pierre Teilhard de Chardin. Voor hem kende de geschiedenis van de aarde een aantal fasen en de kroon op die ontwikkeling was ‘het verschijnsel mens’ en daarmee de noösfeer, de denkende laag die zichtbaar werd in allerlei religieuze markeringen .

### Géographie Universelle
Met Marielle Jean-Brunhes Delamarre (de dochter van Jean Brunhes) redigeerde Deffontaines de driedelige serie ‘Géographie Universelle’ die werd uitgegeven door Larousse. Het werd een rijk geïllustreerd werk, waaraan 64 auteurs een bijdrage leverden. Deffontaines zelf schreef de algemene inleiding, essays over Canada, Paraguay en Uruguay en een afsluitend ‘géographie prospective’. De reeks was een succes en er verschenen vertalingen in het Engels, Italiaans en Spaans 

## De internationale carrière

### Brazilië
Tussen de beide Wereldoorlogen gingen er in Brazilië stemmen op voor een hervorming van het hoger onderwijs. In die periode wilde Frankrijk zijn betrekkingen met Latijns Amerika versterken en de Franse regering wilde behulpzaam zijn bij het stichten van universiteiten. In 1934 werd de
universiteit van Sao Paolo gesticht en Deffontaines werd gevraagd de leerstoel geografie vorm te geven. In de periode 1936-1938 reisde Deffontaines opnieuw verschillende keren naar Brazilië om daar samen met Emmanuel de Martonne het Institut de géographie et de statistique voor de Universiteit van Rio de Janeiro in te richten. Deffontaines nam ook het initiatief voor de uitgave van twee Braziliaanse geografische tijdschriften .

### Barcelona
In 1939 werd Deffontaines gevraagd het Institut français te Barcelona nieuw leven in te blazen. Hij arriveerde in Barcelona toen de belangrijkste geograaf, Pablo Vila in ballingschap naar Latijns Amerika was vertrokken. Deffontaines hielp de achtergebleven groep Catalaanse geografen en introduceerde er de Franse sociale geografie. In 1942 gaven de vestigingen van het Institut français in Madrid, Lissabon en Barcelona te kennen zich niet te voegen naar de opdrachten van de Vichy-regering. Met behulp van de Catalanen werd een nieuw Institut français opgericht dat zich verbond aan de regering van Algerije. Door de naam te veranderen in ANEIE (Association nationale d’étudiants d’idiomes étrangers) kon het zich handhaven . Deffontaines deed veel onderzoek in Catalonië en de Catalaans sprekende gebieden in Frankrijk. Het resultaat publiceerde hij in talrijke artikelen in de Spaanstalige geografietijdschriften zoals de ‘Revista de Geografia’ en de ‘Méditerranée’. Twee gebieden kregen daarbij veel aandacht: de delta van de Llobregat iets ten zuiden van Barcelona en de delta van de Ebro. Hij maakte tijdens zijn verkenningstochten veel gebruik van zijn tekentalent. In november 1977 werd hij in Barcelona geëerd met een expositie van zijn tekeningen en schetsen. In 1975 verscheen ‘La Méditerranée catalane’.

### Canada
In de Franssprekende gebieden van Canada worden Deffontaines en Raoul Blanchard beschouwd als de grondleggers van de geografie. Ze waren betrokken bij de vorming van het geografie onderwijs aan de Universiteit van Laval.
In de wintermaanden van 1948-1949 had Deffontaines, zoals hij gewoon was in gebieden die hij niet kende, rond gereisd in Québec om te zien hoe de mens omging met winterse omstandigheden in het leefgebied. In 1957 verscheen ‘L’homme et l’hiver au Canada’.

## Publicaties, een selectie
- Les hommes et leurs travaux dans les pays de la moyenne Garonne (Agenais, Bas-Quercy), thèse, 1932.
- La Vie forestière en Slovaquie., Paris, H. Champion, 1932, 95 p., Thèse complémentaire présentée à la Faculté des lettres de l'Université de Paris.
- Notes sur la géographie préhistorique », Rev. anthropologique, 42e année, N° 7-8, juillet-septembre 1932, p. 12
- L'Homme et la Forêt, Paris, 1933, 189 p.
- L'Homme et la montagne au Brésil..., Nancy, Société d'impressions typographiques, 1937, 31 p.
- Petit guide du voyageur actif, Paris, Clermont-Ferrand, Edition sociale française, 1941, 32 p.
- Géographie et religions, Paris, 1948, 441 p.
- L'Homme et l'hiver au Canada, Paris, 1957, 297 p.
- Géographie universelle, avec Mariel Jean-Brunhes, 3 volumes, Paris, Larousse, 1958.
- L'Homme et sa maison, Paris, 1972, 254 p.
- La Méditerranée catalane, Pari, coll. Que sais-je?, 1975, 126 p.
- Journal de guerre, 1939-1944, Villeneuve-d'Ascq, Presses universitaires du Septentrion, 2015, 305 p.